# Christian Schwarzer
Christian Schwarzer (Braunschweig, 23 ottobre 1969) è un ex pallamanista e allenatore di pallamano tedesco.

## Palmarès

### Olimpiadi
- 1 medaglia:
  - 1 argento (Atene 2004)

### Mondiali
- 2 medaglie:
  - 1 oro (Germania 2007)
  - 1 argento (Portogallo 2003)

### Europei
- 3 medaglie:
  - 1 oro (Slovenia 2004)
  - 1 argento (Svezia 2002)
  - 1 bronzo (Italia 1998)